# Sněženka
Sněženka (Galanthus) je rod jednoděložných rostlin z čeledi amarylkovité (Amarylidaceae).

## Popis
Jedná se o vytrvalé pozemní byliny, s cibulemi. Jsou to rostliny jednodomé s oboupohlavnými květy. Listy jsou v přízemní růžici, zpravidla jsou 2, vzácněji 3, jsou jednoduché, přisedlé, s listovými pochvami. Čepele listů jsou celokrajné, většinou čárkovité, často nasivělé, žilnatina je souběžná. Květy jsou oboupohlavné, jsou jednotlivé na vrcholu stonku. Pod květem jsou 2 listeny, které jsou zcela srostlé a tvoří toulec. Okvětí se skládá z 6 okvětních lístků ve 2 přeslenech (3+3), vnější a vnitřní jsou nápadně rozdílné. Vnější jsou delší, bílé, vnitřní kratší, často na vrcholu vykrojené, bílé se zelenou skvrnou. Tyčinek je 6. Gyneceum je složeno ze 3 plodolistů, je synkarpní, semeník je spodní. Plodem je třípouzdrá tobolka.

## Rozšíření vesvětě

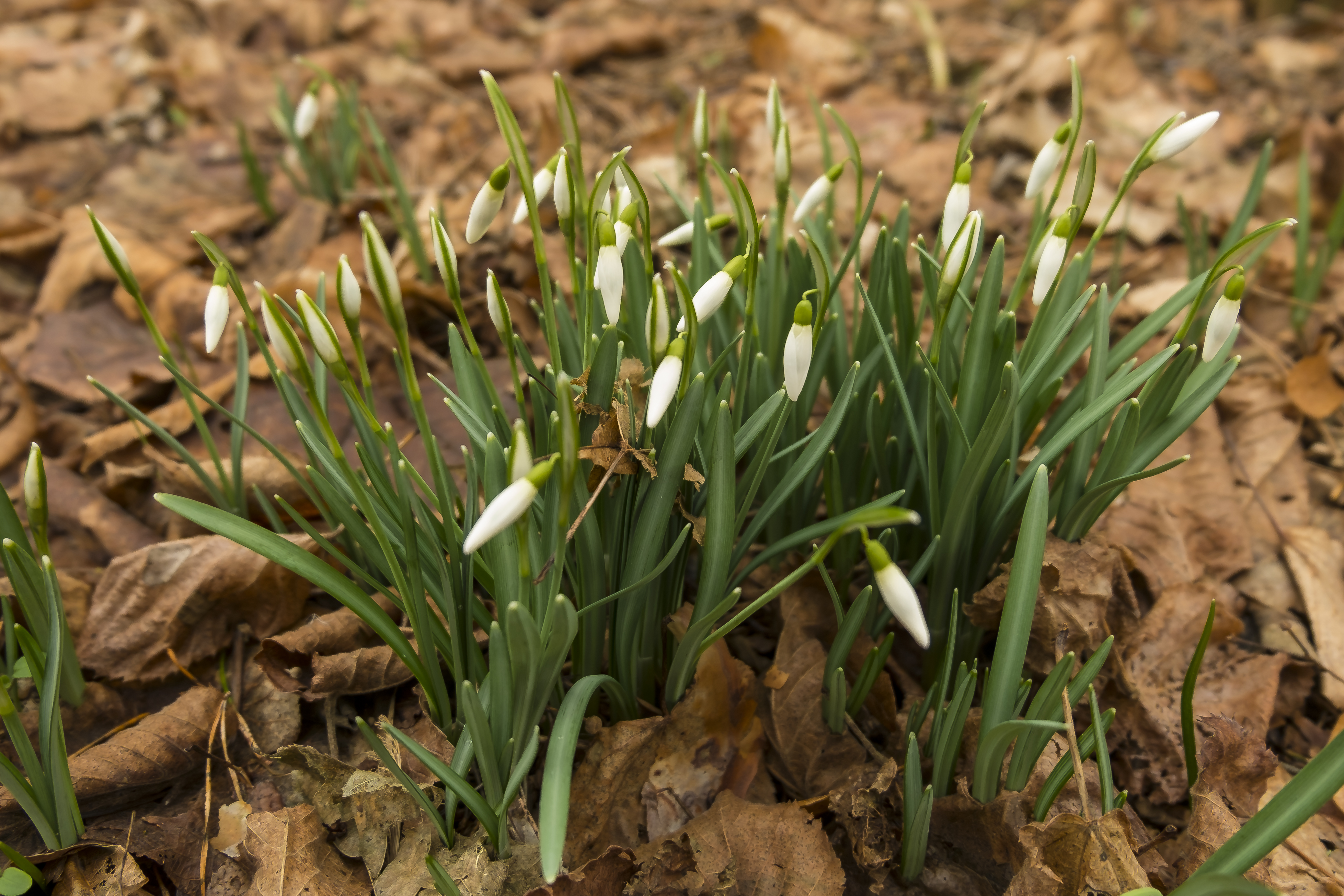
Sněženka

Je známo asi 14–17 druhů, které jsou rozšířeny v Evropě, jihozápadní Asii a v severní Africe, jinde se vyskytují pouze adventivně.

## Rozšíření v Česku
V ČR roste pouze sněženka podsněžník (Galanthus nivalis). Přirozeně se vyskytuje hlavně v listnatých lesích, zvláště luzích. Často je také pěstována a hojně zplaňuje. U některých lokalit lze jen těžko prokázat, zda jsou původní nebo se jedná o adventivní výskyt.

## Seznam druhů
- Galanthus byzantinus Baker – Turecko
- Galanthus elwesii Hook. f. – jihovýchodní Evropa, Turecko
- Galanthus ikariae Baker Řecko
- Galanthus maximus Velen. Bulharsko, Řecko
- Sněženka podsněžník (Galanthus nivalis); Evropa, adventivně i jinde, např. Severní Amerika
- Galanthus plicatus M. Bieb. – jihovýchodní Evropa
- a další